# 숙의 이씨 (연산군)
숙의 이씨(淑儀 李氏, ? ~ ?)는 연산군의 후궁이다.

## 생애
생년은 미상이고, 본관은 양성(陽城), 이름은 정이(貞伊)이다. 경기 심약(京畿 審藥) 이칭수(李稱壽)의 누이동생이며, 가선 대부 동지중추부사(同知中樞府事)를 지낸 이공(李拱)의 딸이다.
열한 살의 나이에 소혜왕후 처소의 궁녀로 입궁하였다가 당시 동궁이던 연산군의 총애를 받아 후궁이 되었다. 궁녀에서 내명부 종4품 숙원을 거쳐 종2품 숙의(淑儀)의 자리까지 올랐다.
양평군이 일찍이 이손(李蓀)의 집에 있었던 인연으로 이숙원에게 청탁하여 그 손자 이강(李綱)을 벼슬시키니 사림들이 침을 뱉었다고 한다. 그러나 이는 역사적 사실과는 거리가 멀다.
이강은 1507년 중종2년에 진사시에 합격하고 문음으로 벼슬을 했으며, 모재 김안국과 어릴적부터 친구로 벼슬을 버리고 이천에 은거했으며 기묘사화로 김안국이 파직했을 때도 10리를 두고 가깝게 지냈고 사림들로 추앙을 받았다.
이손(李蓀)은 이숙원의 아버지 이공(李拱)의 고종사촌이다. 또한 오빠인 이칭수(李稱壽)가 잉임(仍任)된 기록, 고안정(高安正)이 이숙원의 아우를 첩으로 삼은 인연으로 세력을 부렸다는 기록 등을 참조했을 때 연산군의 총애가 컸음을 짐작할 수 있다.
《선원록》과 《조선왕조실록》중종 8년의 기록 등에는 숙의(淑儀)로 기록되어 있다. 반정 이후의 자세한 행적은 알려진 바가 없으나 폐서인되어 사제(私第)로 돌아간 것으로 보인다.

## 가족관계
본가 양성 이씨(陽城 李氏)
- 조부 : 판중추원사 이순지(判中樞院事 李純之, 1406 ~ 1465)
- 조모 : 정부인 영월 신씨(貞夫人 寧越 辛氏, 생몰년 미상)[6]
  - 아버지 : 동지중추부사 이공(同知中樞府事 李拱, 생몰년 미상)
  - 어머니 : 정부인 봉화 금씨(貞夫人 奉化 琴氏, 생몰년 미상)[7]
    - 오빠 : 이원수(李元守, 1456~1521)
    - 올케 : 벽진 이씨(碧珍 李氏, 생몰년 미상)[8]
    - 오빠 : 이인수(李仁守, 생몰년 미상)
    - 오빠 : 이흠수(李欽守, 생몰년 미상)
    - 올케 : 창녕 성씨(昌寧 成氏, 생몰년 미상)[9]
    - 언니 또는 여동생 : 양성 이씨(陽城 李氏, 생몰년 미상)
    - 형부 또는 제부 : 남의원(南義元, 생몰년 미상)

  - 생모 : 미상
    - 오빠 : 이형수(李亨壽, 생몰년 미상)
    - 오빠 : 이칭수(李稱壽/李稱守, 생몰년 미상)
    - 여동생 : 양성 이씨(陽城 李氏, 생몰년 미상)[10]

왕가 전주 이씨(全州 李氏)
- 시아버지 : 제9대 성종대왕(成宗大王, 1457~1494, 재위 1469~1495)
- 시어머니 : 폐비 윤씨(廢妃 尹氏, 1455?~1482)
  - 남편 : 제10대 연산군(燕山君, 1476~ 1506, 재위 1494~1506)
    - 아들 : 양평군 인(陽平君 仁, 1498~1506)